# Michael Hainisch
Michael Arthur Josef Jakob Hainisch (n. 15 d'agost de 1858 en Aue bei Schottwien, Baixa Àustria – 26 de febrer de 1940 a Viena, Àustria) va ser un polític austríac, que va exercir com a segon President Federal d'Àustria, després de la caiguda de la monarquia al final de la Primera Guerra Mundial. No pertanyia a cap partit i va ser un candidat independent. Va ser elegit i va assumir el càrrec de president l'any 1920, i va romandre en el càrrec per dos períodes fins a 1928.